# Motatán
Motatán is een gemeente in de Venezolaanse staat Trujillo. De gemeente telt 20.200 inwoners. De hoofdplaats is Motatán.